# Мірко Поледиця
Мірко Поледиця (серб. Мирко Поледица; нар. 11 вересня 1978, Чачак, СФР Югославія) — югославський та сербський футболіст, лівий захисник.

## Життєпис
Народився в місті Чачак. В дитинстві полюбляв займатися спортом, захопився футболом і почав грати в місцевому клубі «Борац», кольори якого захищав протягом 10 років. Пройшов через усі юнацькі та молодіжні команди під керівництвом таких тренерів, як Мілован Чиркович, Мича Ковачевич і Михайло Коларевич. Останій з вище вказаних фахівців перевів його в основний склад, за який Мірко дебютував у матчі проти «Црвени Звезди». Список його одноклубників, які грали в молодіжних командах «Бораца», був одним із найкращих в історії клубу та включає таких гравців, як Мілівойє Вітакич, Івиця Драгутинович, Бранко Єлич, Неско Милованович та інші. Після чотирьох сезонів у головній команді перебрався до «Воєводини», де в сезоні 2001/02 років був включений до команди сезону тренерами Першої ліги. У тому сезоні також отримав виклик до збірної Сербії на товариський матч проти Мексики, але не потрапив на поле. У другій половині сезону 2002/03 років приєднався в оренду до польського клубу «Леха» (Познань). Визнавався найкращим лівим захисником Екстракляси. Його виступ не залишився непоміченим, і багато клубів сперечалися претендували нього, а в 2003 році чемпіон Чехії «Спарта» (Прага) підписала серба. Яскраво провів підготовчий етап, але в офіційних матчах гра не пішла, і після 7-го туру тренер Їржі Котрба практично перестав його використовувати. Дебютував у Гамбрінус-лізі 26 липня 2003 року в нічийному (1:1) матчі проти «Тепліце». Всього провів чотири матчі чемпіонату, не відзначився жодним голом. Наприкінці чемпіонату «Спарта» посіла підсумкове друге місце, поступилася першим місцем «Баніку» (Острава). Відіграв у команді один сезон, допоміг команді вийти в 1/8 фіналу Ліги чемпіонів і виграти Кубок Чехії. У переможному (2:1) фінальному матчі національного кубку проти «Баніка» на поле не виходив.
Потім повернувся до польського футболу, цього разу грав за головного суперника «Леха» — варшавську «Легію». Сезон 2004/05 років «Легія» закінчила на 3-му місці, а наступного сезону 2005/06 років виграла чемпіонат, при цьому Поледиця отримував дуже мало ігрового часу. А в 2005 році виступав в оренді за «Погонь» (Щецин). Через певні фінансові проблеми покинув клуб і нетривалий період часу перебував у болгарській «Славії» (Софія), а потім після п’яти років за кордоном повернувся до Сербії, де підписав контракт зі «Смедерево», за який зіграв у всіх матчах до кінця сезону. Влітку 2007 року перейшов до іншого клубу Суперліги «Чукарички», а в січні 2008 року повернувся в «Борац» (Чачак). Влітку 2009 року перейшов до клубу Першої ліги «Младост» (Лучані), де провів останній сезон перед завершенням кар’єри.
12 березня 2009 року обраний президентом Синдикату професійних футболістів Сербії і присвятив себе захисту прав усіх футболістів по всій Сербії.

## Досягнення
«Спартак» (Прага)
- Кубок Чехії
  -  Володар (1): 2003/04

«Лех» (Познань)
- Екстракляса
  -  Чемпіон (1): 2005/06